# Atractocerops ceylanicus
Atractocerops ceylanicus är en tvåvingeart som beskrevs av Townsend 1916. Atractocerops ceylanicus ingår i släktet Atractocerops och familjen parasitflugor.
Artens utbredningsområde är Sri Lanka. Inga underarter finns listade i Catalogue of Life.